# Refugi de Montmalús
El refugi de Montmalús és un refugi de muntanya de la Parròquia d'Encamp (Andorra) a 2.445 m d'altitud i situat al costat de l'Estany de Montmalús.

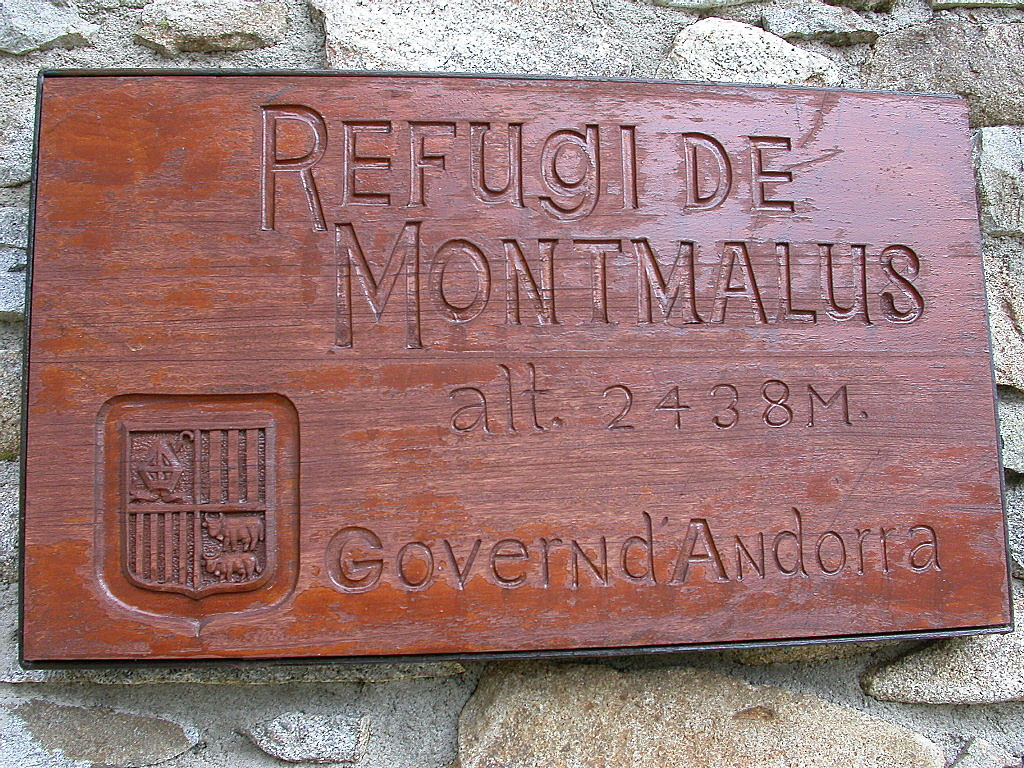
Placa identificativa a l'exterior.